# Álvaro Fayad
Álvaro Fayad Delgado alias “El Turco” (Ulloa, 24 de julio de 1946-Bogotá, 13 de marzo de 1986),  fue un psicólogo y guerrillero colombiano de ascendencia libanesa.
Fue miembro de la guerrilla de las Fuerzas Armadas Revolucionarias de Colombia (FARC), posteriormente cofundador y principal cabecilla del grupo guerrillero Movimiento 19 de abril (M-19), en reemplazo de Iván Marino Ospina. 

## Biografía
Nació el 24 de julio de 1946 en Ulloa (Valle del Cauca), de origen libanés. Su padre dirigente liberal del Valle del Cauca, fue asesinado durante La Violencia. Su juventud la vivió en Cartago (Valle del Cauca), y estudió el bachillerato en el Seminario de Santa Rosa de Cabal (Risaralda), sufría de úlcera.
En 1965 ingresa a la Universidad Nacional de Colombia a estudiar psicología. Allí conoce a Camilo Torres Restrepo. Se hacen amigos pero no comparten la misma militancia; mientras el sacerdote se va para el Ejército de Liberación Nacional (ELN), Fayad ingresa a la Juventud Comunista Colombiana (JUCO) y allí se encuentra con Jaime Bateman Cayón, de quien diría "cambió el rumbo de mi vida".
Con Bateman ingresa a las Fuerzas Armadas Revolucionarias de Colombia (FARC), donde permanecen hasta finales de 1969, cuando deciden con otros compañeros ingresar a la ANAPO y luego conformar el M-19 a raíz del presunto fraude electoral contra el general Gustavo Rojas Pinilla en 1970.

### Militancia en el Movimiento 19 de abril
Conocido con el alias de 'el Turco', junto con Jaime Bateman Cayón, Yamel Riaño, Afranio Parra Guzmán, Germán Rojas Niño, Iván Marino Ospina, Arjaid Artunduaga, Luis Otero Cifuentes, Eddy Armando, Vera Grabe Loewenherz y María Eugenia Vásquez hacía parte del grupo Comuneros, núcleo fundador del Movimiento 19 de abril el movimiento recibió ese nombre por idea de Fayad.

#### Robo de la Espada de Bolívar
El 17 de enero de 1974 participa en el robo de la espada de Bolívar, acción que dio a conocer al M-19 y que simbolizaba el nacionalismo y la adopción del pensamiento bolivariano. Acciones como esta fueron llevadas a cabo por el M-19 en los años posteriores.

#### Robo de armas del Cantón Norte
El robo de las armas del Cantón Norte llevó a la gran mayoría de dirigentes del M-19 a la cárcel. Fayad fue detenido diez meses, después de caer la mayoría de sus compañeros. Fue juzgado junto a 219 miembros del M-19 en un consejo verbal de guerra, donde asumió su propia defensa, denunciando las torturas a que fueron sometidos él y sus compañeros. Es condenado por el Tribunal Militar a 26 años de cárcel, los cuales no cumplió debido a una amnistía concedida por el gobierno de Belisario Betancur en 1982.

#### Negociaciones con el gobierno de Belisario Betancur
Con la muerte de Jaime Bateman en 1983, Iván Marino Ospina asume la máxima comandancia del M-19 siendo Fayad el segundo. Con el presidente Betancur sostuvo varios encuentros, como el de octubre de 1983 en Madrid, España junto a Ospina, gracias a las gestiones de Gabriel García Márquez, a fin de iniciar un debatido proceso de conversaciones y negociaciones de paz que terminaron en los Acuerdos de Corinto, Hobo y Medellín, en agosto de 1984.

#### Coordinadora Nacional Guerrillera
Con otros grupos guerrilleros como el Ejército Popular de Liberación (EPL) el M-19 conformó la Coordinadora Nacional Guerrillera. Los acuerdos se romperían con la Batalla de Yarumales entre diciembre de 1984 y enero de 1985, y se reanudarán al final de esta. Se reuniría junto a Iván Marino Ospina con la dirigencia de las FARC-EP Manuel Marulanda y Jacobo Arenas para pactar la unidad de las guerrillas.

### Comandancia del M-19
Tras la Novena Conferencia del M-19, llevada a cabo en el campamento de Los Robles (Cauca), entre el 7 y 21 de febrero de 1985, Fayad asume la comandancia del grupo guerrillero.

#### Campaña de pie Colombia, 1985
En 1985 se presentó la Campaña de pie Colombia ante el rompimiento de los Acuerdos de Corinto, Hobo y Medellín que comprendió acciones armadas en las principales ciudades del país. Del 13 al 17 de febrero se realizó en Los Robles (Cauca) el Congreso de la paz y la democracia en el cual participaron otras organizaciones guerrilleras y políticas. Para el 5 de marzo se inicia la instalación pública de los Campamentos Urbanos Populares para la Paz del M-19 en Cali, Bogotá, Medellín, Zipaquirá, Barranquilla y Bucaramanga. El 15 de marzo de 1985 se realizó la marcha de "Desagravio por la paz y la democracia" convocada por el M-19 en Bogotá.
En abril de 1985 se militarizan las ciudades por el aniversario del M-19. El 23 de mayo sucede el atentado contra Antonio Navarro, y en junio del mismo año se presentó un Paro Cívico Nacional y la Toma de Génova (Quindío), En un operativo muere Iván Marino Ospina, el 24 de agosto en Cali. En septiembre el M-19 secuestra a Camila Michelsen, hija del banquero Jaime Michelsen Uribe, del grupo  empresarial Grancolombiano que había estafado a sus ahorradores; y la Fuerza Pública realiza la masacre del Suroriente de Bogotá, por la cual en 1997 Comisión Interamericana de Derechos Humanos (CIDH) determinó el asesinato extrajudicial de 11 personas: 10 militantes y 1 civil, por la Fuerza Pública, el 30 de septiembre de 1985, que tras el robo de un camión de leche. En octubre de 1985  el M-19 intenta asesinar al general Rafael Samudio Molina, realiza  el asalto al Batallón Cisneros en Armenia y se registran otros enfrentamientos y asaltos en Valle del Cauca, Cauca y Tolima.

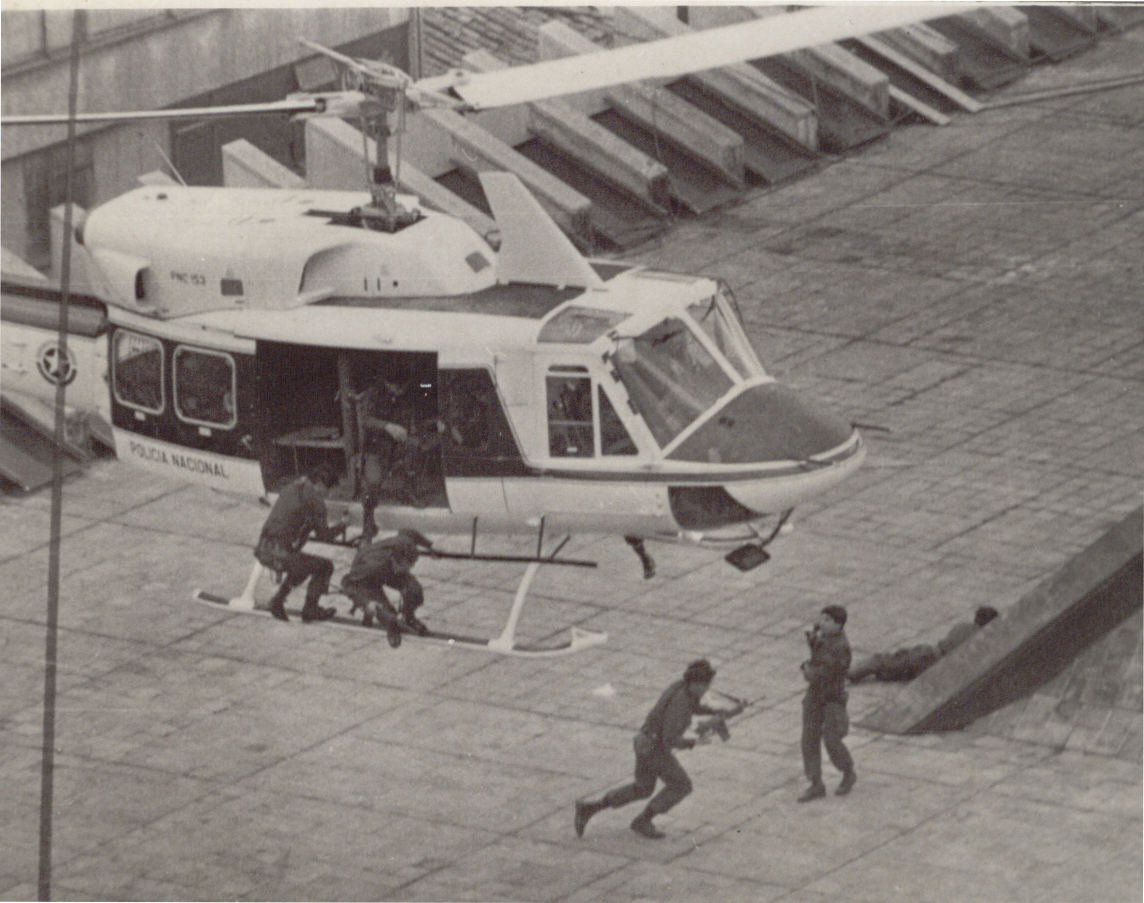
Policía Nacional en la Retoma del Palacio de Justicia

#### Toma del Palacio de Justicia
Rota la tregua pactada en 1984, el M-19 inicia la Campaña De Pie Colombia. Álvaro Fayad ordena y lleva a cabo lo que planeaba junto con Iván Marino Ospina, la Toma del Palacio de Justicia, llamada por los guerrilleros "Operación Antonio Nariño por los Derechos del Hombre", con el fin de hacerle un juicio político al presidente Belisario Betancur por los incumplimientos a los Acuerdos de Corinto, la cual fracasó a causa de la retoma por parte del Ejército Nacional y la muerte de los guerrilleros que la encabezaban, Andrés Almarales, Luis Otero, Alfonso Jacquin, entre otros, así como de numerosos rehenes entre los cuales estaban la mayoría de magistrados de la Corte Suprema de Justicia de Colombia incluyendo a su presidente, Alfonso Reyes Echandía.
El M-19 siempre adujo que el objetivo de la toma era realizar un juicio político al presidente por incumplir los Acuerdos de Corinto, y para obligar al gobierno a negociar la paz.  Álvaro Fayad asumió la responsabilidad del Comando Iván Marino Ospina, que realizó la toma y culpó a las Fuerzas Militares por el fatídico desenlace.
La existencia de copias de los expedientes y de las solicitudes de extradición en la cancillería y la embajada estadounidense desvirtúa que la quema de expedientes fuera la razón de la operación guerrillera, además de la realización de investigaciones en curso contra militares, y abusos de los mismos, durante el Estatuto de Seguridad, realizadas por la Corte Suprema de Justicia.
Como resultado de la toma y la retoma por parte de la Fuerza Pública murieron por lo menos 53 civiles, incluyendo a varios magistrados de la Corte Suprema de Justicia de Colombia, y varios guerrilleros, además de varios desaparecidos por las Fuerzas Militares, la toma ha sido calificada como holocausto, y masacre por la Corte Interamericana de Derechos Humanos (CIDH).

## Vida privada
Tuvo 2 hijas Valeria y Alejandra con su esposa Carmen Lydia Cáceres.

## Muerte
El jueves 13 de marzo de 1986 Fayad fue abatido en un operativo de la Policía Nacional de Colombia en el barrio Quinta Paredes de Bogotá. Fayad se había reunido el día anterior a su asesinato con Luis Carlos Galán. Una llamada anónima denunció a la Policía la presencia del jefe guerrillero en un apartamento del barrio Quinta Paredes, cercano a la Ciudad Universitaria. Agentes del Grupo de Operaciones Especiales (GOES) de la policía cercaron la zona, algunos, haciéndose pasar por empleados de la energía, cortaron la luz en el sector, y dieron el asalto a las 7:30 pm del jueves. Fayad, al parecer, se defendió con tiros de ametralladora hiriendo a un capitán y a un agente antes de ser abatido. Con él murió el compositor Raúl Rosero Polo, María Cristina Marta, esposa del dueño del apartamento, la cual se encontraba embarazada, y solo sobrevivió su hijo de 8 años, muertes por las cuales la Policía tuvo que indemnizar a la familia por sentencia n.º 7555 de Sección 3ª, del 15 de diciembre de 1992 proferida por el Consejo de Estado de Colombia. Se afirmaba que había sido capturado vivo. Finalmente, el Noticiero nacional de Prego Televisión recibió de las autoridades unas fotografías del cadáver de Fayad en el anfiteatro de Medicina Legal, que transmitió por televisión y fueron reproducidas en la prensa del día siguiente. El cadáver de María Cristina de Rosero fue entregado a su familia, pero el de Fayad siguió en la morgue en espera de la autopsia.
Existen rumores de que Fayad había sido ejecutado después de ser capturado por la Policía Nacional, como atestiguo el agente de policía Ricardo Gámez Mazuera, quien aseguró que a través de un infiltrado se supo donde estaba localizado, y el operativo fue montado con el único propósito de asesinarlo.
Su muerte se dio mientras Carlos Pizarro dirigía al Batallón América en la Campaña Paso de Vencedores y combatía en el Occidente de Colombia (Cauca y Valle del Cauca) llegando a Cali.
Posteriormente hubo numerosos allanamientos y detenciones en Bogotá, algunas fuentes militares hablaron de una reunión en la capital de la Coordinadora Nacional Guerrillera y de un presunto viaje próximo a Nicaragua. A raíz de la muerte de Fayad, Carlos Pizarro Leongómez se convierte en su sucesor en la comandancia del M-19.
Fue enterrado en Ulloa (Valle del Cauca).